# Збірна Франкфурта-на-Майні з футболу
Футбольна команда «Франкфурт XI» — збірна франкфуртських футболістів, які брали участь лише в одному турнірі Кубок ярмарків 1955—1958.
Участь мала взяти найкраща футбольна команда ярмаркового міста. Однак, оскільки правила дозволяли лише одну команду з кожного міста, клуби «Айнтрахт» (Франкфурт), ФСВ «Франкфурт», «Кікерс» (Оффенбах) і «SpVgg. 03 Ной-Ізенбург» вирішили створити команду спеціально для цього турніру.
Єдина участь у 1955-58 роках завершилася двома перемогами й двома поразками. В результаті команда посіла друге місце в групі й вибула зі змагань.

## Результати в Кубку ярмарків
| сезон        | Раунд   | Суперник  | Загалом | Перша гра | Друга гра |
| ------------ | ------- | --------- | ------- | --------- | --------- |
| 1955-58 роки | Група D | Базель XI | 7:7     | 5:1 (Д)   | 2:6 (Г)   |
| 1955-58 роки | Група D | Лондон XI | 3:3     | 2:3 (Г)   | 0 1:0 (Д) |